# 石井虎雄
石井 虎雄（いしい とらお、1883年12月5日 - 1945年1月14日）は、日本の陸軍軍人。最終階級は陸軍少将。

## 来歴
佐賀県に生まれ、陸軍士官学校17期を卒業。東條英機元首相とは同期。その後、陸軍大学校30期に学び、石原莞爾と机を並べる。昭和7年（1932年）6月30日、歩兵中佐時に沖縄連隊区司令官に発令され、同年8月8日歩兵大佐に昇進。昭和9年（1934年）頃、『沖縄防衛対策』と題する論文をまとめ、陸軍省上層部及び参謀本部への意見具申を行なう。その要旨としては以下の通り。
1. 南西諸島は軍事上極めて重要で、一島でも敵手に入れば国防上重大な不利になる。
2. 陸海軍の現況は南西諸島に配兵することは困難である。

従って、海面以外の防衛は住民自ら担当する必要があり、軍が派遣される場合でも住民の協力が必要である。このため、平時から在郷軍人を主体とする義勇隊を編成し、兵器 を整備する必要がある、と主張。さらには、沖縄県の風土や県民性から全体的に郷土防衛意識が低く、国防上大いに憂慮する旨を説いている。この約11年後、沖縄は米軍との激戦場となり、虎雄の危倶していたことは現実となる。
虎雄は昭和10年（1935年）8月1日、第1師団司令部附の身分で、配属将校として早稲田大学勤務を命ぜられる。同11年（1936年）12月1日陸軍少将を拝命と同時に待命となり、同月28日予備役に編入された。
晩年は、同18年（1943年）博文館が刊行したプロパガンダ『聖戦画帖　戦う東條首相』（小田俊與著）の監修者になっている。

## 栄典
- 1940年（昭和15年）8月15日 - 紀元二千六百年祝典記念章[4]